# Battaglia di Meung-sur-Loire
La battaglia di Meung-sur-Loire (15 giugno 1429) fu essenzialmente dovuta all'esigenza, da parte francese, di riconquistare i ponti sulla Loira controllati dagli inglesi durante la Guerra dei cent'anni; inoltre, dopo l'assedio d'Orléans, l'armata inglese si era rinserrata nella stessa città e a Beaugency.

## Antefatto
Dopo la presa di Jargeau, l'esercito francese, nuovamente radunato a Orléans, si mosse diretto a Beaugency, passando così, il 15 giugno, dinanzi a Meung-sur-Loire, in mano inglese. La città controllava uno dei ponti sulla Loira che, per la sua importanza strategica, avrebbe dovuto essere riconquistato al fine di rendere libera e sicura la strada verso Reims.
La campagna della Loira del 1429 si compose di cinque azioni militari:
1. l'assedio d'Orléans.
2. la battaglia di Jargeau.
3. la battaglia di Meung-sur-Loire.
4. la battaglia di Beaugency.
5. la battaglia di Patay.

## Battaglia
Il ponte sulla Loira era stato fortificato dagli inglesi; ciononostante fu preso d'assalto dall'esercito regio comandato dal duca d'Alençon, al cui fianco era Giovanna d'Arco. Le sorti della battaglia volsero presto a favore dei francesi, anche grazie all'intenso uso dell'artiglieria. La città e il castello di Meung-sur-Loire, tuttavia, non furono attaccati.
I francesi lasciarono una forte guarnigione a difesa del ponte, proseguendo poi per Beaugency, pensando che i comandanti inglesi, John Talbot e Thomas Scales, vi avessero condotto le proprie truppe.
Il 18 giugno, effettivamente, Talbot tentò di sferrare un attacco congiunto insieme con il corpo d'armata condotto da Sir John Fastolf, ma i due comandanti furono pesantemente sconfitti nella battaglia di Patay. La notizia si diffuse rapidamente e i pochi difensori rimasti a Meung-sur-Loire abbandonarono la città, che fu quindi conquistata dai francesi senza incontrare resistenza.

## Conseguenze
La riconquista di Meung-sur-Loire, insieme con quelle di Beaugency e di Jargeau, assicurò all'esercito francese il controllo dei principali ponti sulla Loira e, come Giovanna d'Arco aveva insistentemente sostenuto, liberò la strada verso le principali città della Valle della Loira, in modo da rendere possibile l'incoronazione del Delfino Carlo a Reims.